# 16º Corpo d'armata (Ucraina)
Il 16º Corpo d'armata (in ucraino 16-й армійський корпус?, 16-j armijs'kyj korpus, unità militare A5147) è un corpo d'armata delle Forze terrestri ucraine con base a Charkiv.

## Storia
Il corpo è stato costituito nella primavera del 2025 in seguito alla riforma delle Forze armate ucraine che prevede la transizione verso una struttura basata proprio sui comandi intermedi di corpo d'armata invece che sui gruppi tattici e operativi; all'inizio di maggio ha rivelato il proprio stemma e motto, ed è stato inoltre riportato che il corpo è stato formato sulla base della 92ª Brigata d'assalto "Atamano Ivan Sirko". Nel giugno 2025 è stata resa nota la composizione del corpo d'armata, inizialmente formato in totale da 6 brigate di fanteria dispiegate sul fronte dell'oblast' di Charkiv, assumendo la responsabilità del settore precedentemente gestito dal Gruppo operativo-tattico "Charkiv". Successivamente il corpo è stato rinforzato dalla 26ª Brigata artiglieria, dalla 41ª e 154ª Brigata meccanizzata e dal 48º Battaglione ricognizione, appena formato sulla base del 48º Battaglione fucilieri della 72ª Brigata meccanizzata.

## Struttura
- Comando di corpo d'armata[5]
- 3ª Brigata meccanizzata pesante "Ferro" (unità militare А2573)
- 26ª Brigata artiglieria "Maggior generale Roman Daškevič" (unità militare A3091)
- 41ª Brigata meccanizzata (unità militare A4576)
- 42ª Brigata meccanizzata (unità militare А4667)
- 57ª Brigata motorizzata "Atamano Kost Hordijenko" (unità militare А1736)
- 58ª Brigata motorizzata "Atamano Ivan Vyhovs'kyj" (unità militare A1376)
- 92ª Brigata d'assalto "Atamano Ivan Sirko" (unità militare A0501)
- 113ª Brigata di difesa territoriale (unità militare А7041)
- 154ª Brigata meccanizzata (unità militare A4962)
- 48º Battaglione ricognizione (unità militare A4125)
- 91º Battaglione anticarro (unità militare A4024)

## Comandanti
- Colonnello Jevhenij Kuraš (luglio 2025 - in carica)[6]